# Херлингс, Джеффри
Джеффри Херлингс (род. 12 сентября 1994, Гелдроп, Северный Брабант) — голландский профессиональный гонщик по мотокроссу. Участвует в чемпионатах мира по мотокроссу с 2010 года. Херлингс известен тем, что является пятикратным чемпионом мира по мотокроссу. Благодаря своему природному таланту и высокой скорости он может преодолевать самые сложные трассы для мотокросса. Херлингс получил прозвище «Пуля» в международном сообществе мотокросса.
Херлингс родился в Гелдропе, Нидерланды, и был членом голландской команды-победителя на мероприятии Motocross des Nations 2019, в котором участвовали Гленн Кольденхофф и Кэльвин Влаандерен. Их победа стала первой голландской победой в 73-летней истории Мотокросса Наций. Он участвует в чемпионате мира по мотокроссу в классе MXGP за заводскую команду Red Bull KTM Factory Racing Team.
Несмотря на то, что он установил все рекорды по победам в гонках MXGP и GP, Херлингс был жертвой нескольких травм. Во время чемпионата мира по мотокроссу FIM 2020 года он выиграл первый раунд в Фаэнце, одержав 90 побед (наравне с Антонио Кайроли), но упал во время тренировки ко второму раунду, что было очень рискованно, так как он был практически парализован примерно на 30 минут, прежде чем восстановился его контроль над телом. В октябре того же года Херлингс решил завершить сезон досрочно, чтобы восстановиться после травмы, полученной в Италии, а также предыдущей травмы стопы.
В 2021 году Херлингс пропустил один раунд после того, как гонщик Kawasaki Иво Монтичелли приземлился мотоциклом на плечо, сломав лопатку. Тем не менее, это не помешало ему одержать победу в гонке. Быстро восстановившись, он набрал 84 очка в двух последних Гран-при перед летней паузой и, следовательно, оставался в числе лучших гонщиков до наступившей 4-недельной паузы. В раундах Турции 5-го и 9-го сентября выиграл оба Гран-при и, таким образом, снова достиг своего соперника Антонио Кайроли, оба с общим результатом 93 победы.